# Visby botaniska trädgård

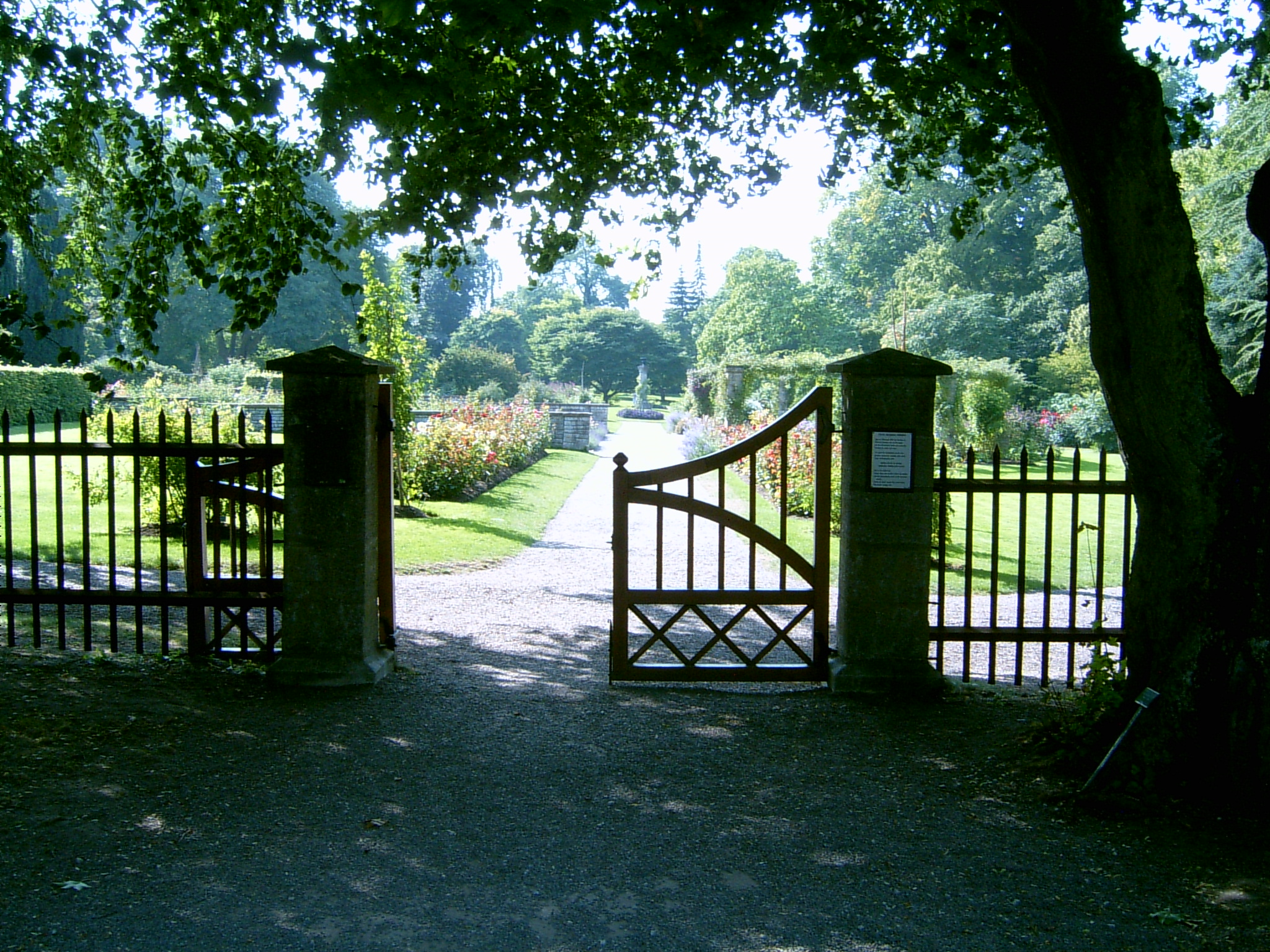
Parkens norra ingång

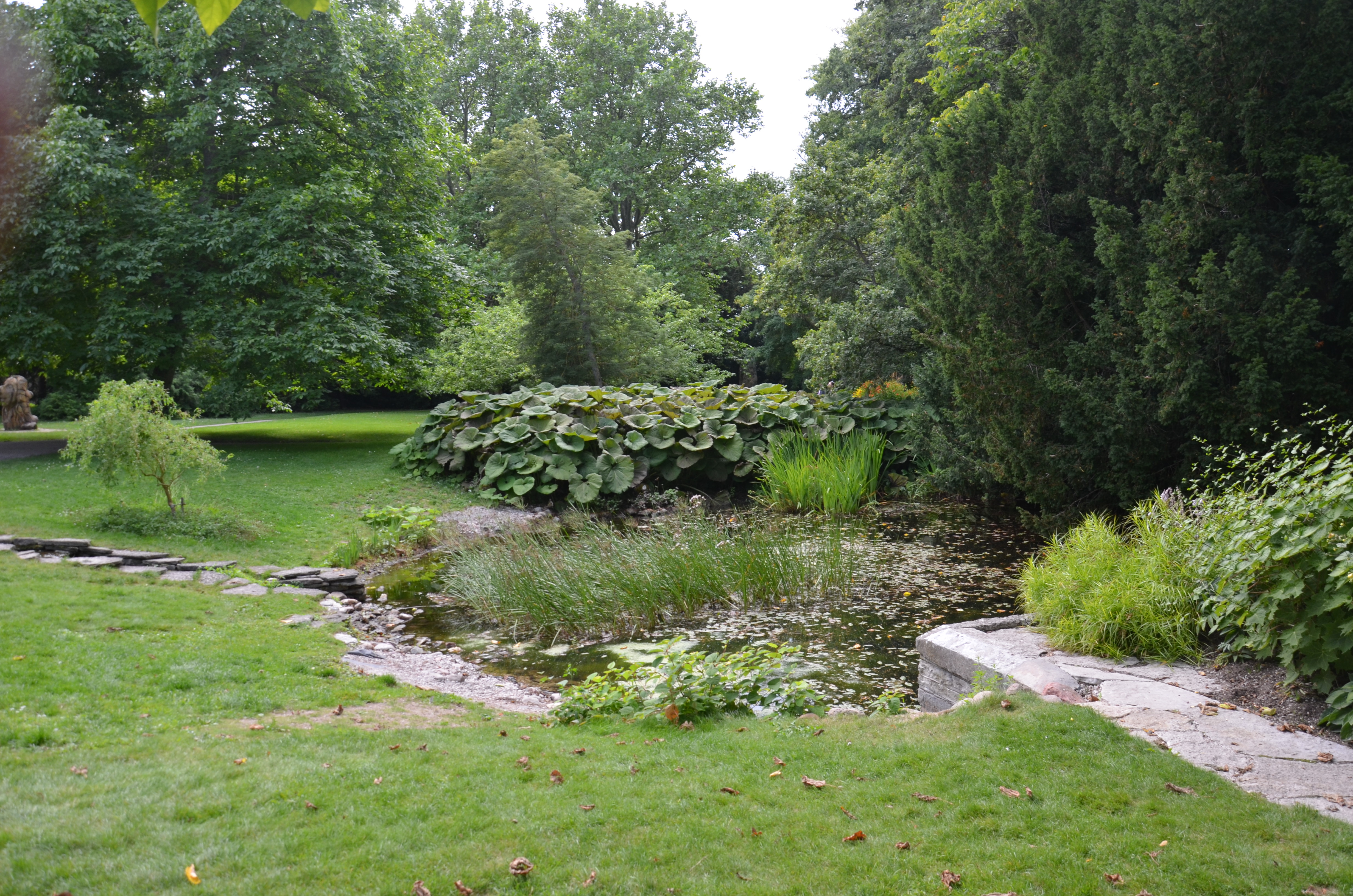
Damm i sydvästra delen av parken

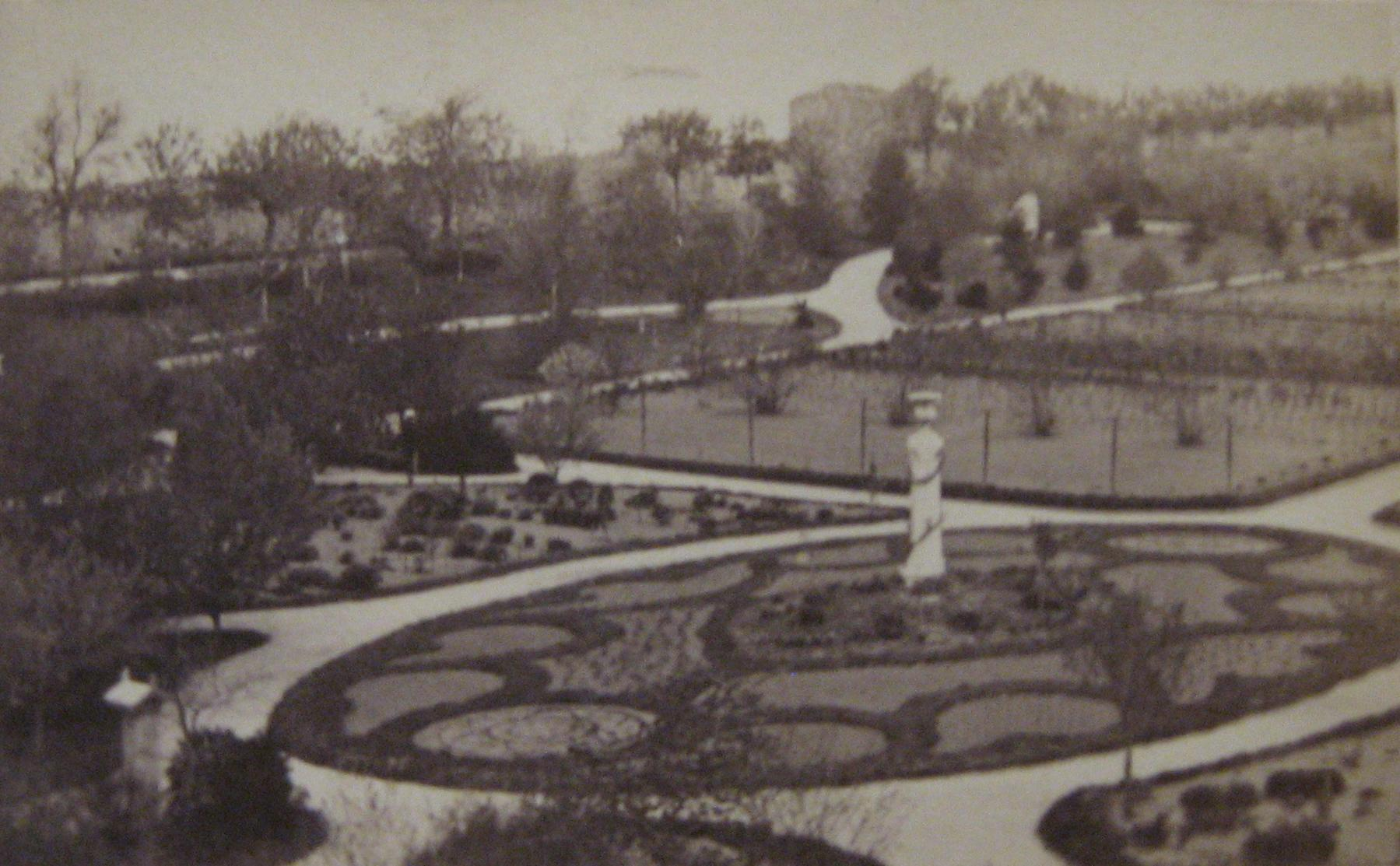
Parken 1870

Visby botaniska trädgård, sällskapet De Badande Wännernas trädgård, är en botanisk trädgård nära havet och Strandpromenaden i Visby. Trädgården anlades 1855 av det allmännyttiga herrsällskapet Sällskapet DBW, på förslag av magister Hans Petter Gustavsson. I början av 1930-talet gjordes en genomgripande renovering av trädgården och den fick då sin nuvarande utformning. 
Parken är idag en välbesökt trädgård i Visby. I södra delen av parken ligger S:t Olofs kyrkoruin. Ett avtal mellan DBW och Gotlands kommun från 1970-talet innebär att DBW kostnadsfritt upplåter trädgården som en park för allmänheten mot att regionen står för driftkostnaderna. DBW:s trädgårdsstyrelse svarar fortfarande för det botaniska innehållet.

## Populärkultur
I Ulf Lundells debutroman Jack (1976) skördar Jack och hans vänner cannabis i trädgården.

## Bildgalleri

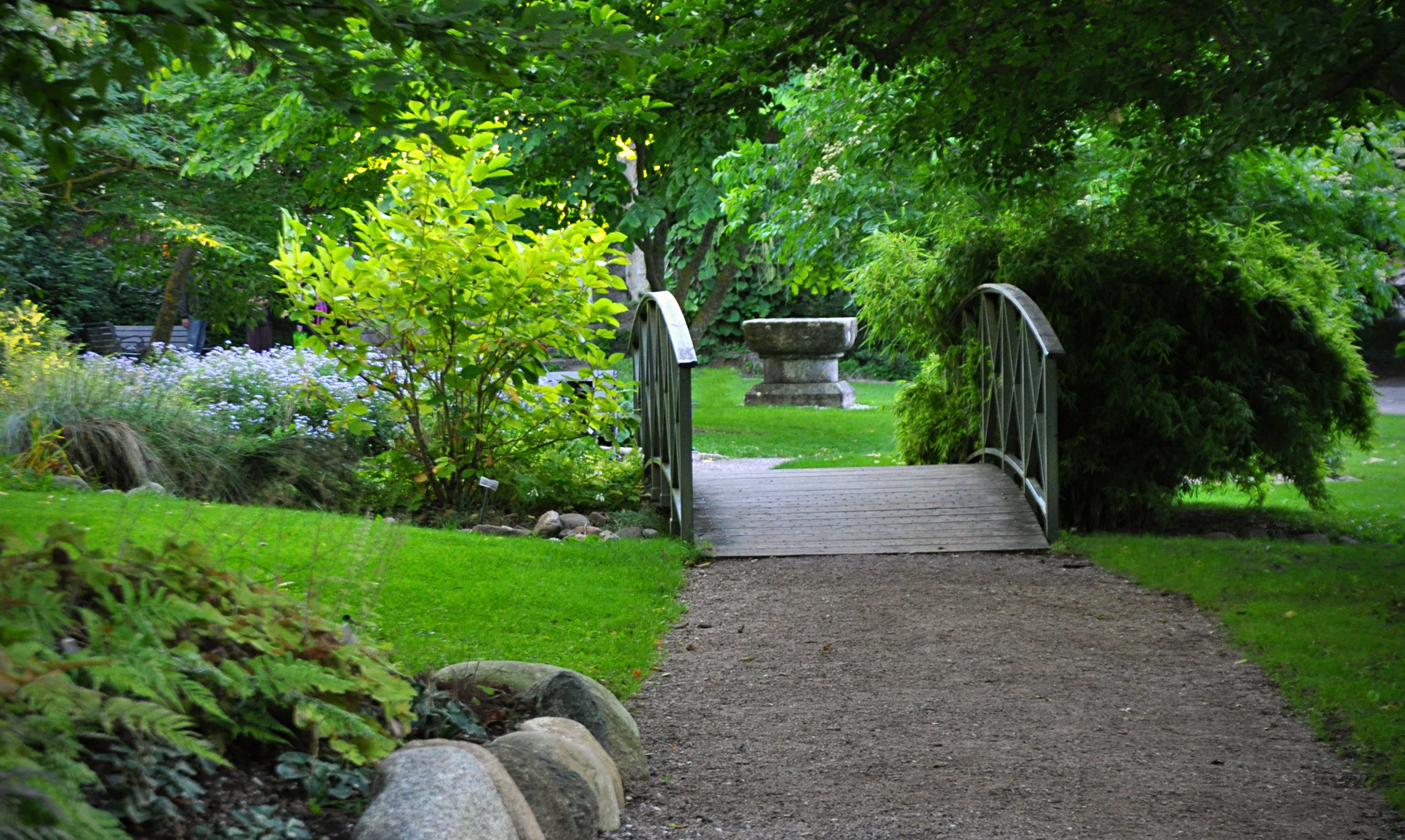
En bro över en liten bäck i Botan.
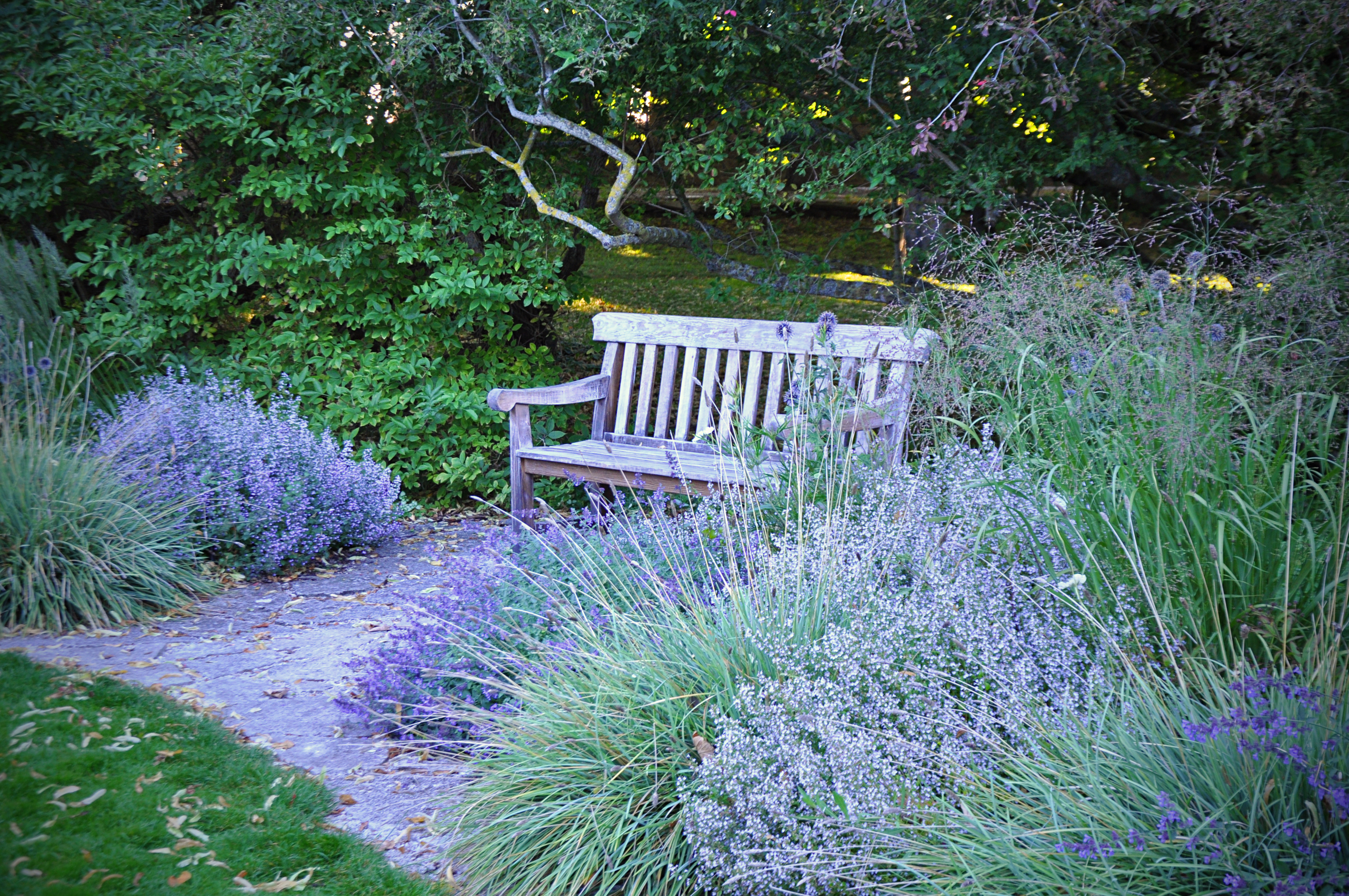
Blå-silvrig septemberrabatt i kvällsljus.
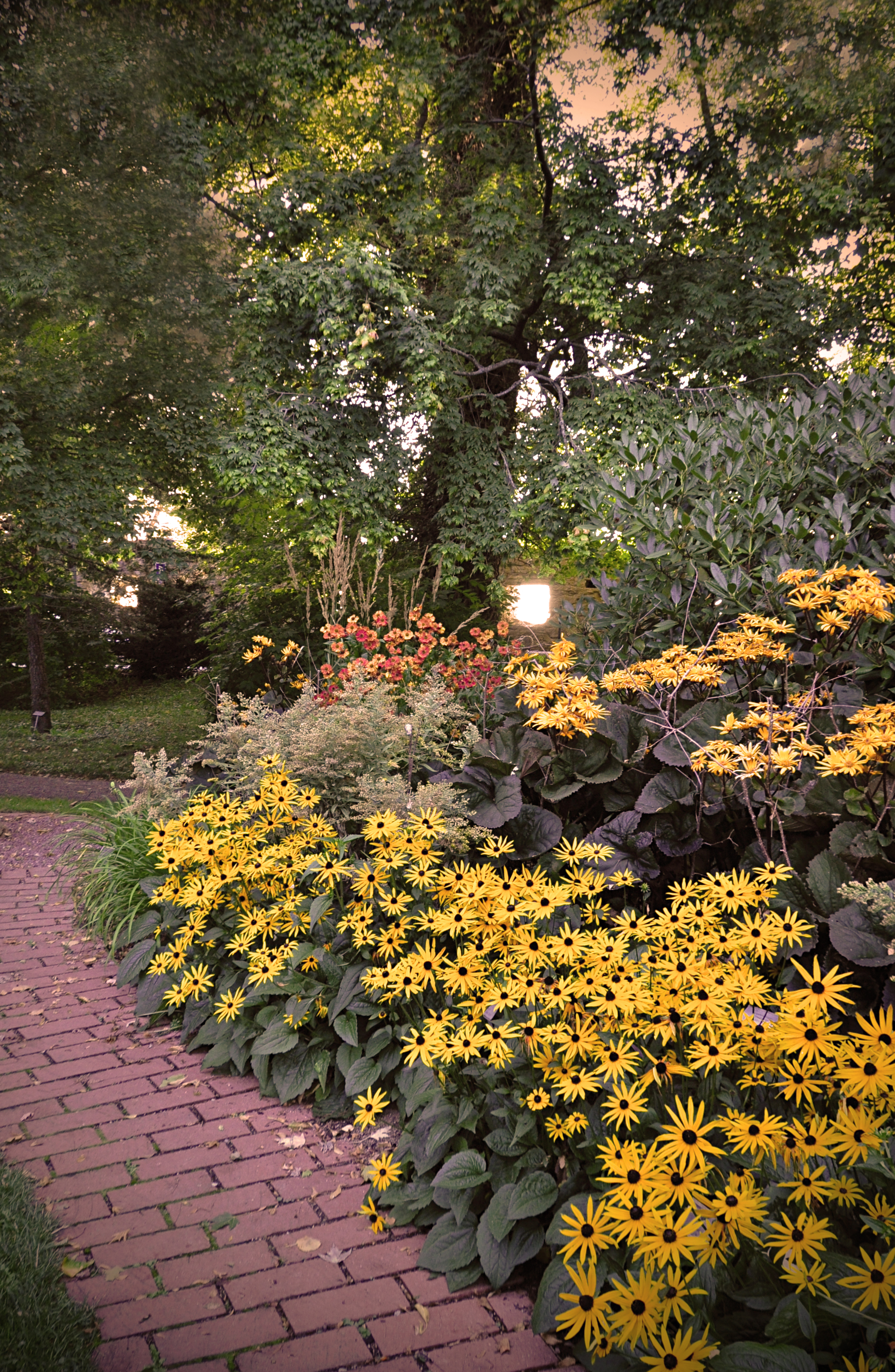
Solljus genom ringmuren.
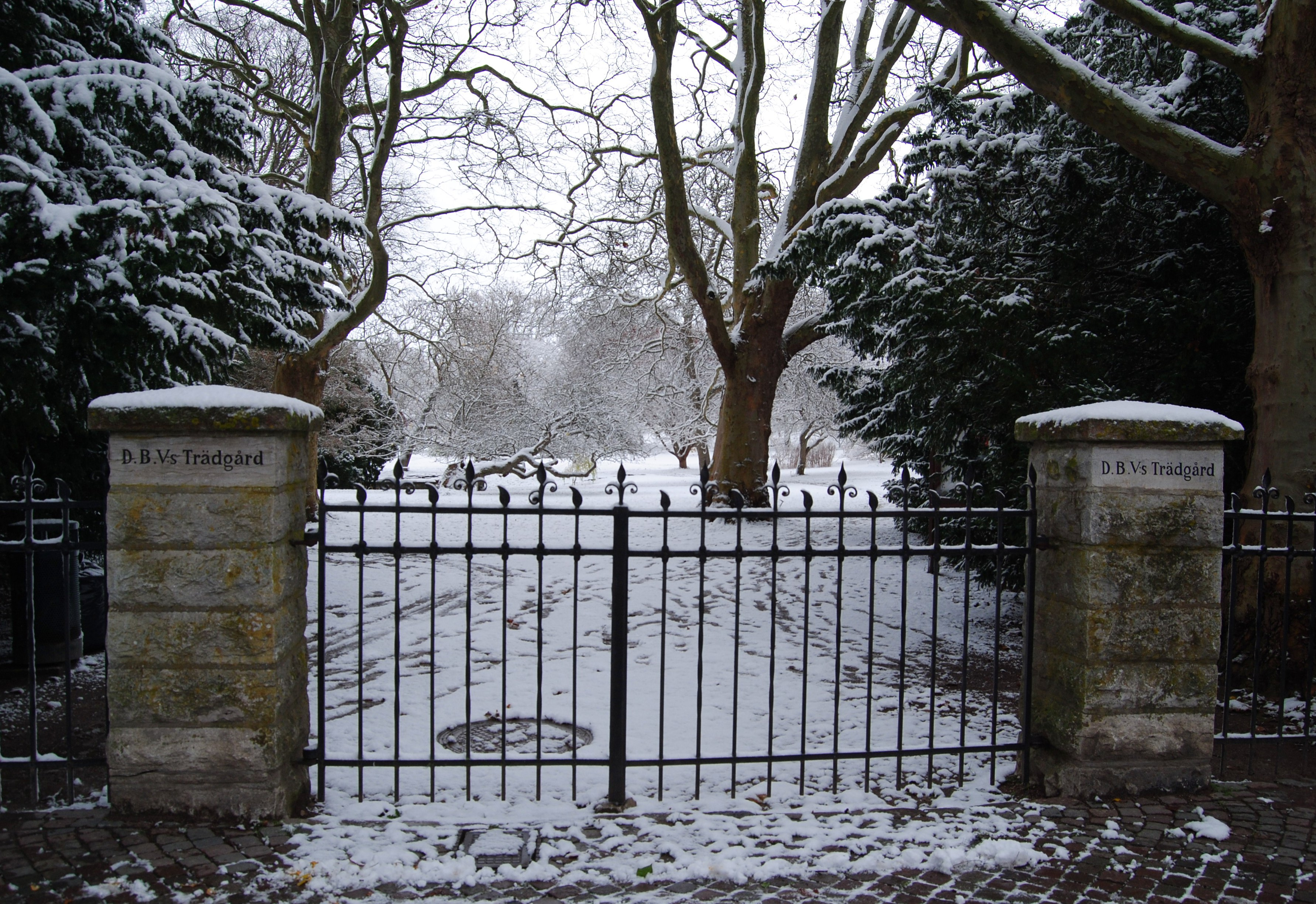
Ingången som vetter mot Strandgatan.
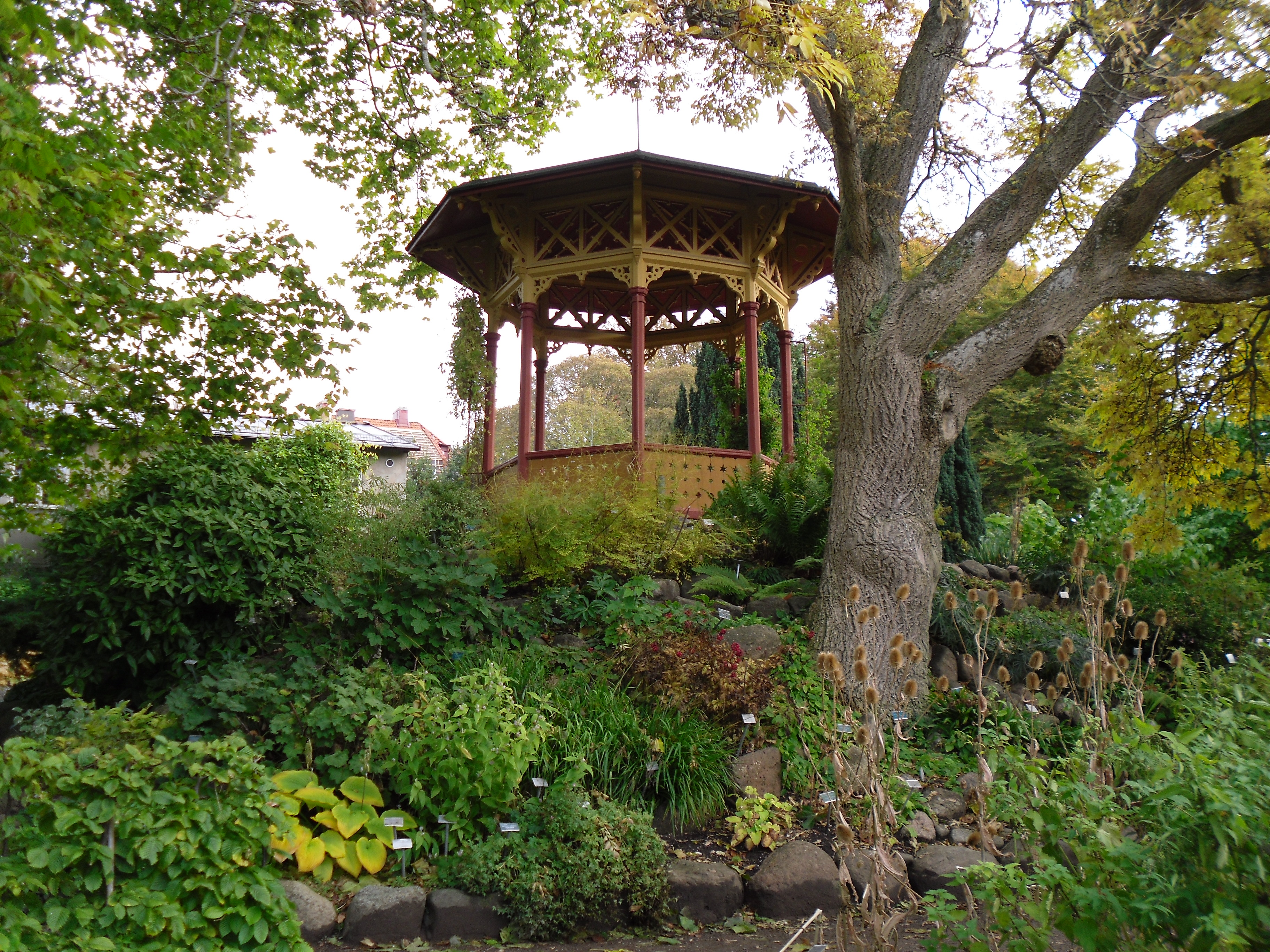
Lusthuset i trädgården.